# Plaza de toros de Buenavista
La plaza de toros de Buenavista es la plaza de toros de la ciudad asturiana de Oviedo (España). Fue impulsada por la Sociedad de Espectáculos de Oviedo e inaugurada en 1889. Está declarada Bien de Interés Cultural (BIC) pero desde 2007 se encuentra en estado de abandono, al no celebrarse ferias taurinas desde entonces.

## Historia
Fue construida según el proyecto del arquitecto Juan Miguel de la Guardia y en 1944 pasó a ser de propiedad municipal. En 1932 la plaza sufre un incendio, con lo cual se elimina el piso superior tras ser parcialmente destruida Con la guerra civil sufre de nuevo importantes daños. En 1948 se realizó una reforma importante sobre el edificio con la construcción de un edificio anexo y un forjado de hormigón para las gradas. Nueve años más tarde, en 1957, el arquitecto municipal José Ramón Fernández Molina realizó la intervención más importante hasta la fecha, construyendo un segundo graderío que aumentó el aforo hasta las 9.300 localidades. Posteriormente se realizaron obras de refuerzo de la estructura en 1991 y nuevamente en 1998. El 30 de marzo de 2008 el coso fue clausurado por las graves deficiencias encontradas en su estructura por los técnicos municipales.
En 2006 el espacio fue declarado Bien de Interés Cultural.
Actualmente se encuentra a la espera de los planes del Ayuntamiento para su reconversión en un espacio multiusos. La Asociación de Vecinos del Cristo pidió su demolición. A su vez el ayuntamiento de Wenceslao López Martínez intentó que se retirase la protección del edificio, siendo rechazado por Patrimonio. Con la cancelación de las actividades taurinas la otra plaza que existe en Asturias, El Bibio de Gijón en 2021, el alcalde de Oviedo Alfredo Canteli ratificó que no se volverían a celebrar toros en Oviedo ante la falta de tradición
La última corrida celebrada fue el 21 de septiembre de 2007, estando en el cartel Enrique Ponce, Francisco Rivera Ordóñez y Diego Urdiales con toros de Zalduendo.

## Descripción
Configura esta plaza un polígono irregular de dieciséis lados de 17,60 metros aproximadamente. Tiene una capacidad para 9.363 espectadores y tiene construcciones auxiliares adosadas (patio de toreros, corrales, patio de caballos). Está estructurada en tres plantas: ruedo y pasillos perimetrales, tendidos y gradas; siete de sus lados están cubiertos con una estructura de hormigón con bovedilla de ladrillo y teja árabe.
La decoración de la fachada se hace utilizando ladrillo macizo en las esquinas, separación de pisos, enmarque de vanos (en arco de medio punto y de herradura), cornisas y portada; en esta última el ladrillo forma dibujos geométricos.
A día de hoy se siguen barajando diferentes usos.